# Carezzano
Carezzano est une commune italienne de la province d'Alexandrie, dans le Piémont.

## Administration
| Période                                  | Période | Identité | Étiquette | Qualité |
| ---------------------------------------- | ------- | -------- | --------- | ------- |
|                                          |         |          |           |         |
| Les données manquantes sont à compléter. |         |          |           |         |

### Hameaux
Carezzano Maggiore, Carezzano Superiore

### Communes limitrophes
Cassano Spinola, Castellania, Costa Vescovato, Paderna, Sant'Agata Fossili, Tortona, Villalvernia